# Parafia św. Marka w Port Pirie
Parafia św. Marka w Port Pirie – parafia rzymskokatolicka, należąca do diecezji Port Pirie, erygowana w 1879 roku.
Parafia na swoim terytorium posiada dwa kościoły: Katedrę św. Marka w Port Pirie i Kościół św. Antoniego w Solomontown.